# Associazione Calcio Belluno 1975-1976
Questa voce raccoglie le informazioni riguardanti l'Associazione Calcio Belluno nelle competizioni ufficiali della stagione 1975-1976.

## Rosa
| N. |                   | Ruolo | Calciatore           |
| -- | ----------------- | ----- | -------------------- |
|    | Italia (bandiera) | D     | Giancarlo Bianchin   |
|    | Italia (bandiera) | A     | Lino Bristot         |
|    | Italia (bandiera) | P     | Giovanni Bubacco     |
|    | Italia (bandiera) | C     | Ferruccio Campagnolo |
|    | Italia (bandiera) | C     | Otello Capeleto      |
|    | Italia (bandiera) | C     | Carlo Casagrande     |
|    | Italia (bandiera) | A     | Lionello De Pizzol   |
|    | Italia (bandiera) | C     | Fabio Dolce          |
|    | Italia (bandiera) | D     | Claudio Ferraretto   |
|    | Italia (bandiera) | A     | Fiorenzo Follador    |
|    | Italia (bandiera) | C     | Livio Gallio         |

| N. |                   | Ruolo | Calciatore         |
| -- | ----------------- | ----- | ------------------ |
|    | Italia (bandiera) | D     | Ruggero Grion      |
|    | Italia (bandiera) | D     | Arturo Lazzarin    |
|    | Italia (bandiera) | D     | Luigi Perinon      |
|    | Italia (bandiera) | C     | Stefano Realini    |
|    | Italia (bandiera) | A     | Aldo Rossi         |
|    | Italia (bandiera) | A     | Luciano Speggiorin |
|    | Italia (bandiera) | A     | Vittorio Stoppa    |
|    | Italia (bandiera) | D     | Gianfranco Tibolla |
|    | Italia (bandiera) | D     | Giuseppe Tommasi   |
|    | Italia (bandiera) | P     | Luciano Zamparo    |